# Торси (округ)
Торси (фр. Torcy) — округ (фр. Arrondissement) во Франции, один из округов в регионе Иль-де-Франс (регион). Департамент округа — Сена и Марна. Супрефектура — Торси.
Население округа на 2006 год составляло 378 585 человек. Плотность населения составляет 1254 чел./км². Площадь округа составляет всего 302 км².
Округ включает 10 кантонов и 72 коммуны.

## Известные уроженцы
- В коммуне Ланьи-сюр-Марн родился, жил и умер известный художник-постимпрессионист Эдуард Леон Кортес.